# Triptyque Ardennais
De Triptyque Ardennais is een meerdaagse wielerwedstrijd in België voor beloften. De eerste editie vond plaats in 1959. Veel grote namen uit het wielrennen wisten deze wedstrijd op hun naam te schrijven zoals Ivan Basso of Philippe Gilbert. Geen enkele renner wist deze wedstrijd meer dan eens te winnen.